# 天主教卡爾塔尼塞塔教區
天主教卡爾塔尼塞塔教區（拉丁語：Dioecesis Calatanisiadensis）是天主教會在義大利的一個教區。屬阿格里真托總教區。
教區成立於1844年5月25日，範圍包括卡爾塔尼塞塔省大部份和恩納省的卡拉希貝塔，2006年有教友150,500人，佔轄區總人口99.1%。教區下轄五十六個堂區，有124名司鐸。現任教區主教為馬里奧·魯索托。